# Cernusson
Cernusson is een gemeente in het Franse departement Maine-et-Loire (regio Pays de la Loire) en telt 274 inwoners (2004). De plaats maakt deel uit van het arrondissement Saumur.

## Geografie
De oppervlakte van Cernusson bedraagt 8,4 km², de bevolkingsdichtheid is 32,6 inwoners per km².
De onderstaande kaart toont de ligging van Cernusson met de belangrijkste infrastructuur en aangrenzende gemeenten.

## Demografie
Onderstaande figuur toont het verloop van het inwonertal (bron: INSEE-tellingen).